# Roodkaperemomela
De roodkaperemomela (Eremomela badiceps) is een zangvogel uit de familie Cisticolidae.

## Verspreiding en leefgebied
Deze soort komt voor in westelijk en centraal Afrika en telt drie ondersoorten:
- E. b. fantiensis: van Sierra Leone tot westelijk Nigeria.
- E. b. latukae: zuidelijk Zuid-Soedan.
- E. b. badiceps: van zuidelijk Nigeria en zuidelijk Kameroen tot westelijk Oeganda, Congo-Kinshasa en noordelijk Angola.